# Амбалов, Эрик Заурбекович
Эрик Заурбекович Амбалов (14 декабря 1956, Сталинабад, Таджикская ССР) — советский футболист, нападающий.
Начинал заниматься лёгкой атлетикой и баскетболом. В футбольную команду «Пищевика» Беслан был рекомендован школьным учителем Иваном Каниди, погибшим в 2004 году во время теракта в Беслане.
В 1974 году по приглашению Казбека Туаева перешёл в «Спартак» Орджоникидзе, за который дебютировал во втором туре первенства первой лиги 15 апреля 1975 года в домашнем матче против «Звезды» Пермь. На 79-й минуте при счёте 0:0 заменил Гоги Кайшаури и через шесть минут забил победный гол. Через три года стал получать приглашения от команд высшей лиги, но руководство клуба было категорически против перехода.
В первенствах первой (1975—1981, 1984—1987) и второй (1982—1983) лиг сыграл за «Спартак» 405 матчей, забил 92 гола. 1979 год провёл на позиции центрального защитника.
После окончания футбольной карьеры работал на владикавказской нефтебазе «Роснефть-Артаг», с 2010 года — директор ЧОП «Викинг».
Награждён медалью «Во Славу Осетии» (2014).